# CSM Flacăra Moreni
CSM Flacăra Moreni is een Roemeense voetbalclub uit Moreni. De club promoveerde in 1986 voor het eerst naar de hoogste klasse en kon zich in het eerste seizoen maar net van de degradatie redden. Het tweede seizoen verliep al beter met een zesde plaats maar het beste seizoen werd 1988/89 toen de club vierde werd en Europees mocht spelen. Het Portugese FC Porto drukte de Europese ambities echter in de eerste ronde al de kop in. Het volgende seizoen degradeerde de club onverwacht en slaagde er niet meer in om nog terug te keren.

## Naamswijzigingen
| Naam                        | Periode    |
| --------------------------- | ---------- |
| Astra Română Moreni         | 1922–1950  |
| Partizanul Moreni           | 1950       |
| Flacăra Moreni              | 1951–1975  |
| Flacăra-Automecanica Moreni | 1975–1985  |
| Flacăra Moreni              | 1985–heden |

## Flacara in Europa
- 1R = eerste ronde

Uitslagen vanuit gezichtspunt Flacăra Moreni
| Seizoen | Competitie | Ronde | Land              | Club     | Totaalscore | 1e W    | 2e W    | PUC |
| ------- | ---------- | ----- | ----------------- | -------- | ----------- | ------- | ------- | --- |
| 1989/90 | UEFA Cup   | 1R    | Vlag van Portugal | FC Porto | 1-4         | 0-2 (U) | 1-2 (T) | 0.0 |